# Pálma (keresztnév)
A Pálma női név újabb keletű névadás a pálma növény nevéből. Olasz megfelelője vallási ihletésű név, azok a gyerekek kapták, akik virágvasárnap születtek, mert az ünnep neve olaszul Domenica delle Palme.

## Rokon nevek
- Palmira:[1] latin eredetű olasz név, az olasz Palmiro férfinév női párja, ami a palmarius szóból származik. A palmarius azon zarándokok neve volt, akik pálmaágat vagy pálmalevelet hoztak magukkal a Szentföldről.[2]

Megjegyzés: A hasonló hangzású Palmyra (Palmüra, Palmira) ókori szírai romvárost lásd külön.

## Gyakorisága
Az 1990-es években a Pálma igen ritka, a Palmira szórványos név, a 2000-es években nem szerepelnek a 100 leggyakoribb női név között.

## Névnapok
Pálma
- május 10.[2]
- augusztus 1.[2]
- október 5.[2]

Palmira
- május 10.
- október 5.

## Híres Pálmák és Palmirák
- „Pálma” utónevű személyek szócikkeinek listája a Wikidata alapján
- „Palmira” utónevű személyek szócikkeinek listája a Wikidata alapján